# Arrondissement Sint-Niklaas
Arrondissement Sint-Niklaas (nizozemsky: Arrondissement Sint-Niklaas; francouzsky: Arrondissement de Saint-Nicolas) je jeden ze šesti arrondissementů (okresů) v provincii Východní Flandry v Belgii.

## Obyvatelstvo
Počet obyvatel k 1. lednu 2017 činil 248 489 obyvatel. Rozloha okresu činí 474,60 km².

## Obce
Okres Sint-Niklaas sestává z těchto obcí:
- Beveren
- Kruibeke
- Lokeren
- Sint-Gillis-Waas
- Sint-Niklaas
- Stekene
- Temse